# Sac de Rome (455)
Cet article concerne le sac de la Rome antique par les Vandales. Pour une liste des autres sacs, voir sac de Rome.
Déclin de l'Empire romain d'Occident
Batailles
- Pollentia (402)
- Vérone (403)
- Fiesole (405/406)
- Passage du Rhin (406)
- Mayence (406)
- Rome (410)
- Carthage (439)
- Champs Catalauniques (451)
- Rome (455)
- Sinuessa (458)
- Carthagène (460)
- Orléans (463)
- Cap Bon (468)

Le sac de Rome de 455 est le deuxième des trois pillages que subit la Rome antique au moment des invasions barbares ; après les Wisigoths en 410 et avant les Ostrogoths en 546, le sac de 455 est l’œuvre des Vandales de Genséric, alors en guerre contre l’usurpateur Pétrone Maxime.

## Contexte

Carte de l'Empire Romain d'Occident (en bleu) et du royaume vandale (en jaune) en 450.

Depuis le début du Ve siècle, l'Empire romain est divisé entre Orient et Occident. Ce dernier subit une importante pression des peuples germaniques dont les incursions fragilisent le pouvoir impérial,. Parmi ces peuples, les Vandales franchissent le Rhin au début de l'année 407 et pillent la Gaule avant de passer en Hispanie,, puis de franchir la Méditerranée et de s'installer en Afrique en 429. L'empereur Valentinien III signe finalement un traité de paix en 435 et les installe comme fédérés dans les provinces de Maurétanie sétifienne et de Numidie.
En 439 cependant, les Vandales, menés par leur roi Genséric, prennent Carthage,, avant d'attaquer la Sicile. Ils y sont finalement repoussés par une force militaire conjointe des Empires d'Occident et d'Orient. L'Empire d'Occident signe alors un nouveau traité de paix en 442 qui cède aux Vandales une bonne partie des territoires d'Afrique du Nord, dont la riche province d'Afrique proconsulaire,. La paix est garantie par les fiançailles du fils du roi vandale, Hunéric, à la fille de l'empereur, Eudocia,.
Valentinien est assassiné le 16 mars 455 et est remplacé par le riche sénateur romain Pétrone Maxime sur le trône impérial. Afin de renforcer sa légitimité, Maxime cherche à se lier à la dynastie théodosienne en épousant l'impératrice Licinia Eudoxia désormais veuve,, et unit son fils Palladius à Eudocia.
Pour se venger à son tour, Eudoxie appelle en Italie Genséric, roi des Vandales, qui traverse la Méditerranée en 455.

## L'invasion vandale

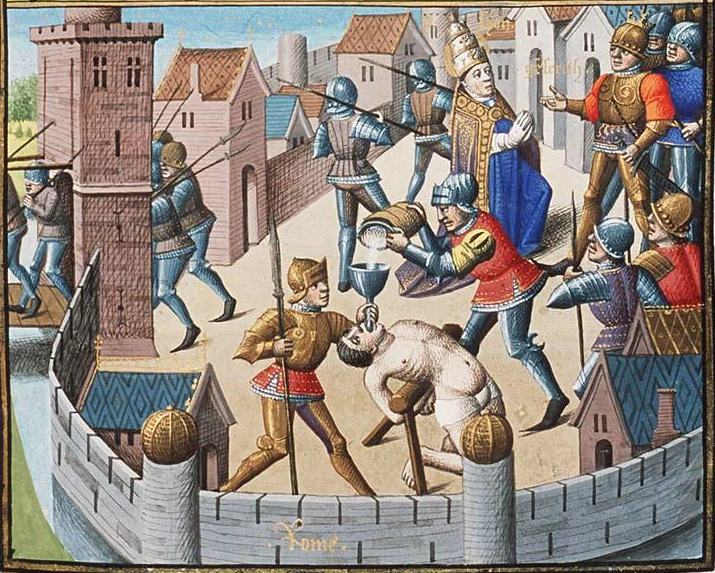
Le pape Léon Ier tente de persuader Genséric, prince des Vandales, de ne pas mettre Rome à sac, mais en vain.

Au débarquement des Vandales à Ostie, selon le chroniqueur Prosper d'Aquitaine, le pape Léon Ier émet le souhait que Genséric ne détruise pas la ville ni ne porte atteinte à l’intégrité de ses habitants : les troupes de Genséric, surtout berbères, sont autorisées à 15 jours de pillage, du 2 au 16 juin 455 mais doivent limiter au maximum les massacres, viols, vandalismes et autres persécutions envers les chrétiens, pillages et destructions d'églises, incendies, etc. Genséric acquiesce et les portes de la ville de Rome lui sont ouvertes. Maxime, qui avait fui plutôt que d’affronter les Vandales, est tué par la foule en colère hors de la ville, probablement avec son fils Palladius.
Genséric récupère une grande quantité d'or comme des vases liturgiques, de nombreux objets précieux appartenant à l'empereur, entre autres le trésor de Titus, dont la menorah pillée à Jérusalem,. Les Vandales dépouillent le temple de Jupiter Capitolin de la moitié de sa toiture en bronze recouverte d'or. Le butin est rassemblé méthodiquement dans chaque quartier de la ville, explorés un à un. Les objets de valeur qui avaient alors échappé aux Goths lors du sac de 410 se retrouvent sur les navires vandales stationnés dans le port d'Ostie prêts à repartir pour Carthage.

## Conséquences
Il est admis que Genséric retire d’importants trésors du pillage de la cité et prend également un nombre important d'otages comme l'impératrice Licinia Eudoxia et ses filles et Gaudentius, fils d'Ætius. Eudocie épouse par la suite Hunéric.
Genséric utilise sa belle-fille pour tourmenter les empereurs romains d'Orient et trouver des prétextes de guerre. Il accuse Léon Ier d'avoir confisqué les biens de Licinia Eudoxia revenant de droit à Eudocia et donc à Hunéric ; il réclame la dot de sa belle-fille et les rançons de sa mère et de sa sœur ainsi que les biens d'Ætius dont le fils Gaudentius est son captif. Au bout de sept ans, il libère Licinia Eudoxia et Galla Placidia contre le paiement de leurs rançons,.

## Un pillage respectueux?

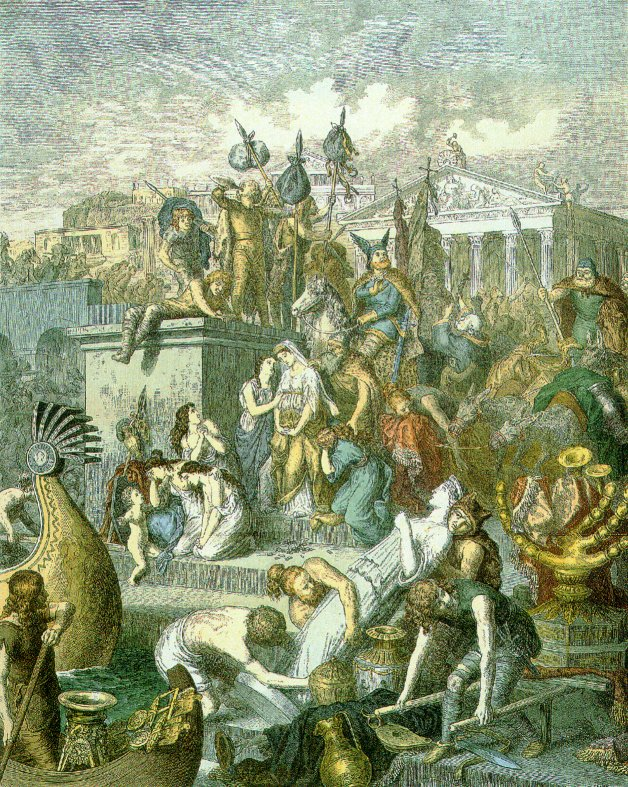
Représentation du sac de Rome par Heinrich Leutemann en 1880.

La gravité du sac vandale est cependant remise en cause aujourd’hui ; le sac de 455 est généralement considéré par les historiens comme plus sévère que le sac de Rome par les Wisigoths en 410, car les Vandales passèrent quatorze jours à piller Rome là où les Wisigoths n’étaient pas restés plus de trois jours.
La plus grande cause de débat, toutefois, est la prétention selon laquelle le sac aurait été relativement « respectueux » dans la mesure où le nombre de meurtres et le niveau général de la violence aurait été contenu, les Vandales ne brûlant notamment pas la ville. Cette interprétation semble découler de l’affirmation que fait Prosper du fait que le pape aurait convaincu Genséric de réfréner ses hommes. Cependant Victor de Vita nous livre le compte des cargaisons de captifs emmenés de Rome en Afrique, dans le but d’y être vendus comme esclaves. De la même façon, l’historien byzantin Procope de Césarée rapporte comment au moins une église aurait été incendiée.

### Sources anciennes
- Procope de Césarée, Histoire de la guerre des Vandales.
- Victor de Vita, History of the Vandal Persecution, trans. J. Moorhead, Liverpool, 1992.

### Sources modernes
: document utilisé comme source pour la rédaction de cet article.
- (en) Averil Cameron, Bryan Ward-Perkins et Michael Whitby, The Cambridge Ancient History, Volume 14 : Late Antiquity : Empire and Successors, A.D. 425–600, Cambridge, Cambridge University Press, 2001 (ISBN 978-0-521-32591-2, lire en ligne).
- Michel De Jaeghere, Les derniers jours : La fin de l'empire romain d'Occident, Paris, Les Belles Lettres, 2015, 656 p. (ISBN 978-2-251-44501-4).
- Hervé Inglebert, Atlas de Rome et des Barbares : IIIe – VIe siècle, la fin de l'Empire romain en Occident, Paris, Autrement, 2009, 80 p. (ISBN 978-2-7467-1267-6).
- (en) Alexander Kazhdan (dir.), Oxford Dictionary of Byzantium, t. 2, New York et Oxford, Oxford University Press, 1991, 1re éd., 3 tom. (ISBN 978-0-19-504652-6 et 0-19-504652-8, LCCN 90023208).
- Liselotte Liegeois, « Le sac de Rome en 455 », La Revue d'Histoire Militaire, Les Lilas, La Revue d'Histoire Militaire, 2023
- (en) J. Martindale, The Prosopography of the Later Roman Empire, AD 395-527, vol. II, Cambridge, Cambridge University Press, 1980, 1342 p. (ISBN 978-0-521-20159-9, lire en ligne).
- Umberto Roberto, Rome face aux barbares : une histoire des sacs de la Ville, Paris, Éditions du Seuil, 2015, 430 p. (ISBN 978-2-02-116222-6).
- S. Muhlberger, The Fifth Century Chroniclers: Prosper, Hydatius and the Gallic Chronicler of 452 (Leeds, 1990) — pour le portrait hagiographique que Prosper peint de Léon Ier.
- B. Ward-Perkins, The Fall of Rome and the End of Civilisation, Oxford, 2005, p. 17 et 189.
- André Chastagnol, La fin du monde antique, Nouvelles Éditions Latines, Paris, 1976.
- Le chandelier enterré, de Stefan Zweig, débute par la relation du sac de Rome et conte la légende de la recherche de la Menorah. Grasset, Les cahiers rouges (Paris, 2004) ou Livre de poche, Classiques modernes : Stefan Zweig, I - Romans et nouvelles (Paris, 1991).